# Odawa

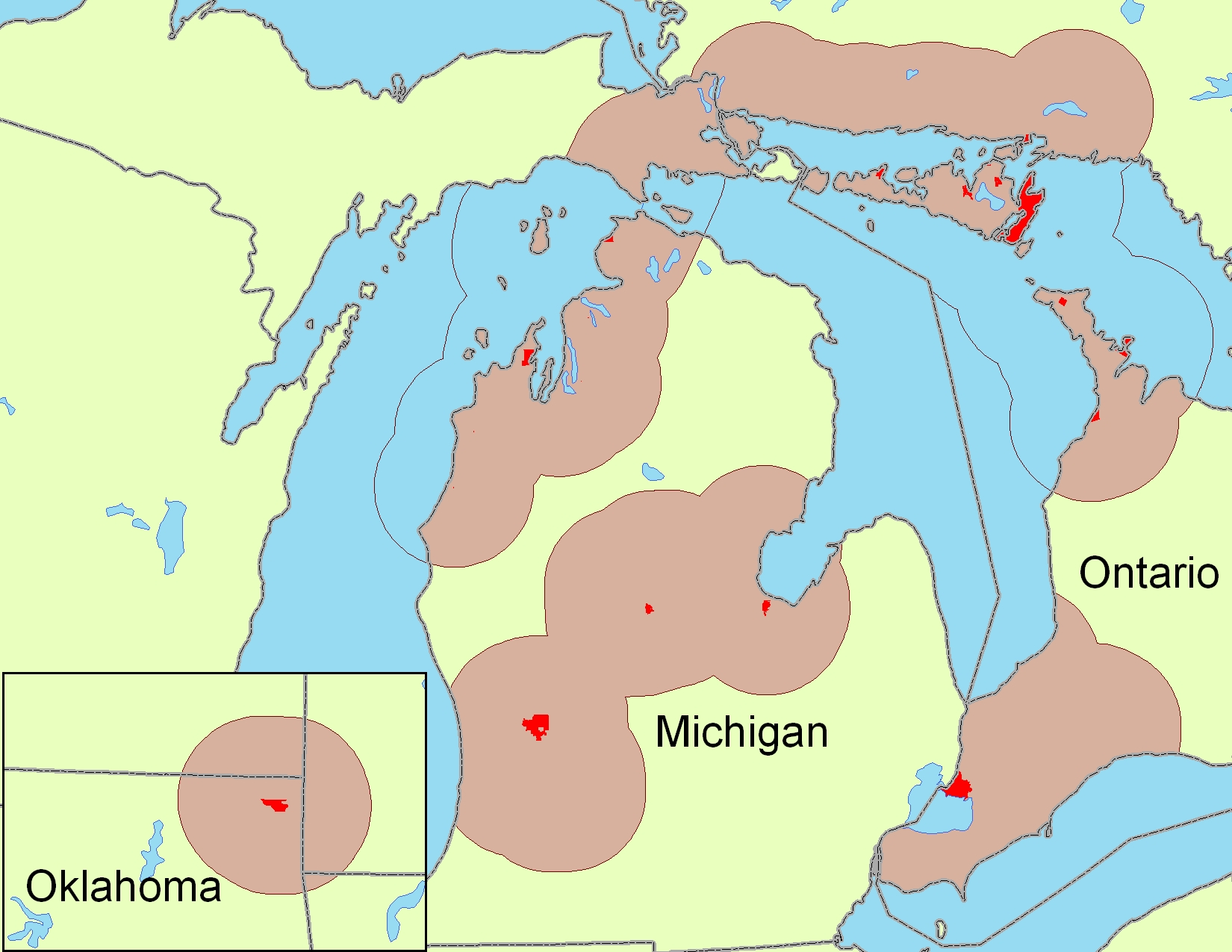
Gebied waar de Odawa leven.

De Odawa (ook Ottawa of Odaawaa genoemd) zijn een volk van inheemse Amerikanen die voornamelijk leven in het noordoosten van de Verenigde Staten en het zuidoosten van Canada. Ze zijn een van de Anishinaabe-volkeren uit de regio van de Grote Meren.

## Naam
Er zijn verschillende schrijfwijzen voor het volk, al zijn Odawa en Ottawa de meest gebruikelijke. De naam is afgeleid van een in de Anishinaabe-talen voorkomende term voor "handel drijven", naar hun gewoonte de rivieren af te zakken met hun kano's en handel te drijven.
De rivier de Ottawa is vernoemd naar het Odawa-volk. De Canadese hoofdstad Ottawa is op zijn beurt dan weer vernoemd naar de rivier.

## Gebied
Voor de kolonisatie van Noord-Amerika leefden de Odawa bij de noordelijke oever van het Huronmeer, in de Canadese provincie Ontario. Later verspreiden ze zich ook naar andere delen van Ontario en de aan de andere kant van het Huronmeer gelegen Amerikaanse staat Michigan. Er is ook een groep in de staat Oklahoma. 

## Cultuur en verleden
De Odawa vormen van oudsher samen met de Ojibweg, Potawatomi, Mississauga, Nipissing en de Algonkin een culturele groep die bekendstaat als de Anishinaabe-volkeren.
De Odawa, Ojibweg en Powatomi waren verenigd in een politieke alliantie, de Raad van de Drie Vuren genaamd, zodat ze een sterke (militaire) vuist konden maken tegen hun oude rivalen, de Dakota (Sioux) en Haudenosaunee (Irokezen). De Odawa sloten zich aan bij de Fransen tegen de Britten, en in 1763 kwam het stamhoofd Chief Pontiac in opstand tegen de Britse overheersing, in de Beveroorlog.
De taal van de Odawa behoort tot de Algonkische talen en wordt wel beschouwd als een (sub)dialect van het Ojibwemowin. 

## Odawagemeenschappen
- Walpole Island (Ontario en Michigan)
- De Ottawa van Oklahoma
- De Grand River Bands (Michigan)
- De Burt Lake Band (Michigan)